# Arquidiocese de L'Aquila
A Arquidiocese de L'Aquila (Archidiœcesis Aquilana) é uma circunscrição eclesiástica da Igreja Católica situada em Áquila, Itália. Seu atual arcebispo é Antonio D’Angelo. Sua Sé é a Catedral de Áquila.
Possui 149 paróquias servidas por 115 padres, contando com 115200 habitantes, com 94,6% da população jurisdicionada batizada.

## História
O território que hoje está incluído na arquidiocese de L'Aquila, desde o final da Era Romana era ocupado por várias antigas dioceses. De fato, a diocese de Amiterno, hoje San Vittorino, com bispos documentados nos séculos V e VI, são atestados; de Pitinum , a atual fração de Áquila de Pettino, cujo único bispo conhecido participou do Concílio Romano de 499; e Aveia, no território de Fossa, cujo bispo Gaudencio aparece entre os padres do Concílio Romano de 465.
Após o século VI, não há mais notícias dessas antigas dioceses. Pettino provavelmente foi absorvido por Amiterno, que por sua vez desapareceu e se integrou ao território da diocese de Rieti. De acordo com Lanzoni  a Sé de Aveia, destruída e abandonada, sucederia a diocese de Forconio (ou Forcona), correspondente à fração de Áquila de Civita di Bagno, cujo primeiro bispo conhecido é Floro, que esteve presente no  Sínodo Romano convocado pelo Papa Agatão em 680 para condenar a heresia monotelista. Apenas no século IX passa-se a conhecer os nomes de outros bispos de Forconio, cuja série episcopal chega ao meio do século XIII. Entre esses bispos, são importantes Giovanni I, que aparece nos Concílios Romanos de 853 e 861; Albino, que viveu em tempos incertos, cujo cenotáfio é preservado na catedral de L'Aquila; santo Raniero, elogiado pelo Papa Alexandre II por defender os direitos da Igreja contra usurpadores; Pagano, que em 1178 recebeu uma Carta apostólica do Papa Alexandre III com o qual a Igreja de Forconio foi imediatamente sujeita à Santa Sé.
A construção da diocese de L'Aquila coincidiu com a fundação da nova cidade e com a transferência da sede episcopal de Forconio para L'Aquila: acolhendo as petições das autoridades civis de L'Aquila, com a bula papal Purae fidei de 22 de dezembro de 1256, o Papa Alexandre IV concedeu ao centro recém-fundado o status de cidade e dignidade episcopal e ordenou a transferência da Sé de Forcona, com todas as suas honras e seus direitos, na igreja da catedral dedicada a Santos Máximo e Jorge; o território da antiga Amiterno também se juntou à nova diocese, tirada da diocese de Rieti. Para evitar possíveis reivindicações dos bispos de Rieti, e em concordância com os padres amiternianos, em 20 de fevereiro de 1257, o pontífice emitiu uma segunda bula, também intitulado Purae fidei, com o mesmo conteúdo do primeiro, mas com a adição de uma frase que definiu os limites da diocese , que também incluía Amiterno antigo.
O primeiro bispo de Áquila, o último de Forconio, foi Berardo da Padula, que logo teve que deixar sua casa e refugiar-se em Forconio, quando a cidade de L'Aquila foi arrasada em 1259 por Manfredo. Entre os eventos que marcaram a vida da diocese em particular, após a reconstrução da cidade em 1266, estava a fundação em 1288 da Basílica de Santa Maria de Collemaggio por Pietro da Morrone, que foi coroado em sua basílica Papa com o nome de Celestino V (1294). Entre os primeiros bispos, é destacado Niccolò Sinizzo, que enviou a Agostinianos para a cidade com a fundação do convento e a Igreja de Santo Agostinho; Bartolomeo Conti, que participou do concílio de Vienne em 1312, durante o qual foi acusado de simonia; e Filippo Delci, que teve que enfrentar o violento terremoto de 1315.
Um período adicional de crise foi vivenciado durante o Cisma do Ocidente entre os séculos XIV e XV; a Cátedra de L'Aquila era ocupado permanentemente pelos bispos da Obediência de Avinhão, enquanto os bispos nomeados por Roma nunca conseguiram tomar posse da diocese. Entre esses bispos, lembra-se o trágico fim de Stefano Sidonio: nomeado pelo papa romano, ele logo passou à obediência de Avinhão; escapou de L'Aquila, refugiou-se em Perugia, mas foi acompanhado e morto por assassinos contratados enviados pelo Papa Urbano VI. O mesmo destino trágico recaiu sobre o bispo avignonês Bernardo de Teramo, morto durante alguns distúrbios em 1391. O cisma terminou com o bispo Giacomo Donadei, que em 1413 transferiu as relíquias do padroeiro São Máximo de Aveia para a catedral de L'Aquila; um político habilidoso e especialista militar, ele não desprezava se colocar à frente de um exército para defender sua cidade. Entre os outros bispos do século XV, destacam-se Amico Agnifili (1431-1472), o primeiro bispo de L'Aquila a se tornar cardeal; e Giovanbattista Gaglioffi (1486-1493), que participou da conspiração dos barões napolitanos e, portanto, foi assassinado enquanto ele estava em Roma.
Outro casus belli envolveu a diocese de Sulmona-Valva e a de L'Aquila, que alegavam ter jurisdição sobre vários castelos, que dependiam do ponto de vista eclesiástico da diocese de Valvense, mas que, do ponto de vista administrativo civil, estavam sujeitos à cidade de L'Aquila. A controvérsia, que também teve momentos dramáticos, foi vencida pela diocese de L'Aquila, que em 1426 anexou dezoito centros ao seu território, incluindo Collepietro, Bominaco, Navelli e Civitaretenga.
Na primeira metade do século XVI, Giovanni Franchi era bispo de L'Aquila, pertencente a uma família nobre da cidade. Incomum, mas não incomum na época, é que, quando foi eleito, esse bispo não recebeu nenhuma ordem sagrada e nem se deu ao trabalho de recebê-la, mesmo durante os oito anos em que governou a diocese; de fato, de 1515 a 1523, a diocese foi governada por um episcopus electus, que nunca foi bispo, mas apenas um leigo. Quando ele renunciou em 1523, Giovanni Franchi embarcou em uma carreira militar. Depois dele, a diocese foi confiada aos cardeais romanos como administradores apostólicos, até 1537.
Na segunda metade do século XVI, os bispos de L'Aquila se destacaram pela aplicação dos decretos de reforma do Concílio de Trento. Entre eles, Giovanni D'Acugna (1561-1578), que fundou o palácio episcopal, ampliou e enriqueceu a catedral e estabeleceu a Accademia dei Fortunati; Mariano De Racciaccaris (1579-1592), originário de Tivoli, que convocou em 1581 o primeiro sínodo diocesano; e Basilio Pignatelli (1593-1599), que fez a Companhia de Jesus chegar à cidade.
O início do século XVII viu a diocese com numerosas ordens e congregações religiosas, incluindo a Ordem Hospitalar de São João de Deus, os barnabitas, a Ordem Cisterciense, a Ordem dos Frades Menores Capuchinhos e a Ordem dos Mínimos. O século terminou com o episcopado de Ignazio Della Zerda (1683-1702), que entrou em conflito com o vice-rei de Nápoles, Luís Francisco de Lacerda, 9.º Duque de Medinaceli, seu primo, e por isso sofreu severas retaliações, o que o obrigou a deixar L'Aquila e refugiar-se em Rieti, onde ele morreu. Em 1703, a cidade de L'Aquila foi novamente destruída por um terremoto; a sé episcopal permaneceu vaga por dezesseis anos.
Em 1818, o Papa Pio VII e o rei das Duas Sicílias Fernando I concluíram a concordata após o que, com a bula papal De utiliori, o papa decretou a supressão da diocese de Cittaducale pela insuficiência de renda e a anexação de seu território à Diocese de L'Aquila. Em 1836 foram anexados à diocese por Carta apostólica do Papa Gregório XVI, alguns centros nos quais a Abadia de Farfa exercia jurisdição espiritual, incluindo São Pio de Fontecchio, São Lourenço de Beffi e o mosteiro de Santa Maria em Graiano.
Para recompensar a devoção à pessoa do papa de sua população e os méritos do bispo Luigi Filippi, com a carta apostólica Suprema dispositione de 19 de janeiro de 1876, o Papa Pio IX a Sé de L'Aquila com sua elevação à dignidade de arcebispado, mantendo-a na sujeição imediata à Santa Sé.
De acordo com as disposições do Concílio Vaticano II, o Papa Paulo VI com a carta apostólica Cum cognitum de 15 de agosto de 1972 elevou a sé do arcebispo de L'Aquila à província eclesiástica e concedeu ao então arcebispo Constantine Stella o título de metropolita da nova província eclesiástica, compreendendo, além da arquidiocese de L'Aquila, as dioceses de Avezzano Marsi (sediada em Avezzano) e Valva e Sulmona.
Com o decreto Quo aptius, de 21 de junho de 1976, emitido pela Congregação para os Bispos, para conformar as fronteiras diocesanas com as das províncias civis, a arquidiocese de L'Aquila passou por um processo final de reorganização territorial definitiva: as 25 paróquias que compunham a antiga diocese de Cittaducale foram fundidas com a diocese de Rieti, enquanto 21 paróquias já reativas foram atribuídas à arquidiocese de L'Aquila. 
Em 2006, a arquidiocese de L'Aquila comemorou o 750º aniversário de sua fundação.
A catedral, o palácio arquiepiscopal e muitas igrejas em L'Aquila e seus arredores sofreram sérios danos devido ao terremoto de L'Aquila de 2009. O Papa Bento XVI visitou a arquidiocese em 28 de abril de 2009, indo, entre outras coisas, para rezar pelos restos do Papa Celestino V na Basílica de Santa Maria de Collemaggio, danificada pelo terremoto.

## Prelados

### Bispos de Forcona
- Floro † (mencionado em 680)
- Albino † (século VII ?)
- Giovanni I † (antes de 853 - depois de 869)[5]
- Ceso ? † (mencionado em 956)[6]
- Gualderico † (antes de 968 - depois de 1028)[7]
- São Raniero † (antes de 1065 - depois de 1072)[7]
- Berardo I † (antes de 1147 - depois de outubro de 1171)[8]
- Pagano † (mencionado em 1178)[9]
- Berardo II ? † (mencionado em 1187)[10]
- Odorisio † (documentado de 1188 a 1203)[9]
- Giovanni II † (antes de julho de 1204 - cerca de 1206)
- Teodino † (documentado de 1208 a 1224)[9]
- Tommaso † (1225 - 1229)[9]
- Anônimo † (mencionado em 1236)[9]
- Anfuso † (mencionado em 1238)[9]
- Berardo de Padula † (1252 - 1256 muda-se para Áquila)

### Bispos e Arcebispos de Áquila
- Berardo de Padula † (1256 - 1264)
- Niccolò Sinizzo, O.Cist. † (1267 - 1294)
- Nicola Castroceli, O.P. † (1294 - 1303)
- Bartolomeo Conti † (1303 - 1312)
- Filippo Delci, O.E.S.A. † (1312 - 1327)
- Angelo Acciaioli, O.P. † (1328 - 1342)
- Pietro Guglielmi † (1342 - 1346)
- Paolo Rainaldi † (1349 - 1353)
- Isacco Bindi † (1353 - 1356)
- Paolo Rainaldi † (1356 - 1377) (pela segunda vez)
  - Giovanni Zacchei, O.P. † (1377 - 1381) (pseudobispo)
- Stefano Sidonio da Monticchio † (1377 - 1382)
  - Berardo da Teramo, O.P. † (1382 - 1391) (pseudobispo)[11]
- Clemente Secenaria † (1382 - 1384)
- Oddo † (1386 - 1388)
- Ludovico Cola † (1390 - 1397)
- Jacopo Donadei † (1400 - 1431)
- Amico Agnifili † (1431 - 1472)
- Francesco Agnifili † (1472 - 1476)
- Amico Agnifili † (1476 - 1476) (pela segunda vez)
- Ludovico Borgio † (1477 - 1485)
- Giovanbattista Gaglioffi † (1486 - 1493)
- Giovanni Di Leone † (1493 - 1502)
- Gualtiero Suardo, O.S.B. † (1502 - 1504)
- Giovanni da Prato, O.F.M. † (1504 - 1515)[12]
  - Giovanni Franchi † (1515 - 1523) (bispo eleito)
  - Giovanni Piccolomini † (1523 - 1525) (administrador apostólico)
  - Pompeo Colonna † (1525 - 1532) (administrador apostólico)
  - Giovanni Piccolomini † (1532 - 1537) (administrador apostólico, pela segunda vez)
- Bernardo Sancio (de Santis)  † (1538 - 1552 ?)
- Alvaro Della Quadra † (1553 - 1561)
- Giovanni D'Acugna † (1561 - 1578)
- Mariano De Racciaccaris, O.F.M.Obs. † (1579 - 1592)
- Basilio Pignatelli, C.R. † (1593 - 1599)
- Giuseppe de Rossi † (1599 - 1605)
- Gundisalvo De Rueda † (1605 - 1622)
- Álvaro Mendoza, O.F.M. † (1622 - 1628)
- Gaspare De Gaioso † (1628 - 1646)
- Clemente Del Pezzo, C.R. † (1646 - 1651)
  - Sede vacante (1651-1654)
- Francesco Tellio De Leon, O.SS.T. † (1654 - 1662)
- Carlo De Angelis † (1663 - 1674)
- Giovanni de Torrecilla y Cardenas † (1676 - 1681)
- Arcangelo Tipaldi, O.F.M.Obs. † (1681 - 1682)
- Ignazio Della Zerda, O.E.S.A. † (1683 - 1702)
  - Sede vacante (1702-1718)
- Domenico Taglialatela † (1718 - 1742)
- Giuseppe Coppola, C.O. † (1742 - 1749)
- Ludovico Sabatini d'Anfora, C.P.O. †  (1750 - 1776)
- Benedetto Cervone † (1777 - 1788)
  - Sede vacante (1788-1792)
- Francesco Saverio Gualtieri † (1792 - 1818)
- Girolamo Manieri  † (1818 - 1844)
- Michele Navazio † (1845 - 1852)
- Luigi Filippi, O.F.M.Ref. † (1853 - 1881)
- Augusto Antonino Vicentini † (1881 - 1892)
- Francesco Paolo Carrano † (1893 - 1906)
- Peregrin-François Stagni, O.S.M. † (1907 - 1916)
- Adolfo Turchi † (1918 - 1929)
- Gaudenzio Manuelli † (1931 - 1941)
- Carlo Confalonieri † (1941 - 1950)
- Costantino Stella † (1950 - 1973)
- Carlo Martini † (1973 - 1983)
- Mario Peressin † (1983 - 1998)
- Giuseppe Molinari (1998 - 2013)
- Giuseppe Petrocchi (2013-2024)
- Antonio D’Angelo (desde 2024)